# Kartotéka čarodějnic
Kartotéka čarodějnic (v originále Hexenkartothek) byl projekt doby nacismu, jehož cílem byl výzkum pronásledování čarodějnic. Jeho iniciátorem byl Heinrich Himmler, pro něhož to bylo oblíbené téma, pravděpodobně proto, že v jeho rodině kolovalo tvrzení, že některá z jeho předků byla upálena jako čarodějnice. Dalším důvodem (důvody nejsou zcela jasné) projektu mohla  být snaha nalézt v záznamech stopy po germánském pohanském náboženství a možnost využít získaný materiál v propagandě proti katolické církvi
V průběhu projektu bylo sesbíráno velké množství materiálu, skutečně přínosné vědecké výsledky však projekt neměl, zajímavá je pouze statistika obětí čarodějnických procesů. 
Určitý význam má rovněž skutečnost, že díky projektu zůstaly zachovány informace převzaté z pramenů, jež se mezitím ztratily.